# Güicán
Güicán là một thị xã và đô thị ở Departamento Boyacá. Đô thị này tọa lạc gần vườn tự nhiên quốc gia có tên gọi [Parque nacional del nevado del cocuy y guican es:Sierra Nevada del Cocuy.